# Sam McAughtry
Sam McAughtry (1923 - 28 de marzo de 2014) fue un escritor y locutor de Irlanda del Norte.
Nació en Belfast en 1923. Vivía en la zona leal a la bahía de Tigre y se educó en San Bernabé. Dejó la escuela a los 14 años y sirvió en la Real Fuerza Aérea. A la salida de las fuerzas armadas trabajó como obrero, entonces funcionario, antes de convertirse en un escritor a tiempo completo.
Él era un sindicato y miembro del Partido Laborista de Irlanda del Norte, se quedó sin éxito en las elecciones en una plataforma socialista no sectaria. Fue presidente fundador de la Organización de tren de la Paz, que protestaron contra el bombardeo de la línea de ferrocarril Dublín-Belfast.
McAughtry hizo muchas contribuciones a los programas de radio y televisión, dando sus recuerdos de la vida en Belfast, así como el análisis político durante los disturbios. También fue columnista habitual en The Irish Times.
Sam McAughtry fue elegido miembro del Senado de Irlanda en 1996 por el Grupo Industrial y Comercial. Otros de Irlanda del Norte como Gordon Wilson, Maurice Hayes, John Robb, Sam Kyle, Seamus Mallon y Brid Rodgers fueron nombrados por el primer ministro.

## Obras
- The Sinking of The Kenbane Head (1977), una autobiografía
- Play It Again Sam (1978)
- Blind Spot (1979)
- Sam McAughtry's Belfast (1981), una colección de bocetos
- McAughtry's War (1985), autobiografía y ficción autobiográfica
- Hillman Street High Roller (1994), autobiografía y ficción autobiográfica
- Down in the Free State (1987), un libro de viajes
- Belfast Stories (1993)
- Touch and Go (1993), una novela
- On the outside looking in, A Memoir (2003)